# Maxime Biamou
Maxime Gérard Biamou Ngapmou Yoke (* 13. November 1990 in Créteil) ist ein französischer Fußballspieler kamerunischer Herkunft. Er stand zuletzt bei Dundee United in der Scottish Premiership unter Vertrag.

## Karriere
Maxime Biamou wurde in Créteil, in der Nähe von Paris geboren. Er wuchs in Bonneuil-sur-Marne auf und begann im Alter von 6 Jahren für den Verein CSM Bonneuil zu spielen. Bis zu seinem 18. Lebensjahr spielte er dann im CFFP Fußball Training Zentrum in Paris. Seine frühe Karriere war von Adduktorenverletzungen geprägt, und während seines Studiums spielte er drei Jahre lang keinen Fußball. Er machte einen Abschluss in „STAPS“, der Wissenschaft und Technik körperlicher und sportlicher Aktivitäten an der Universität und wollte Sportlehrer werden. Er entschloss sich nach dem Studium seine Fußballkarriere wieder aufzunehmen. Er kehrte zunächst nach Bonneuil zurück, ehe er im Alter von 22 Jahren zu Villemomble Sports wechselte. In der National 3 erzielte er für den Verein in 15 Ligaspielen drei Tore, darunter einen Doppelpack gegen AS Aulnoye-Aymeries. Im Juli 2015 wechselte Biamou nach einem Jahr in Villemomble eine Liga höher in die National 2 zu AS Yzeure. Wiederum ein Jahr später wechselte er nach England zum Fünftligisten Sutton United. In der Saison 2016/17 gelangen dem Mittelstürmer in 39 Spielen zehn Tore und war damit bester Torschütze der Mannschaft.
Er unterschrieb im Juni 2017 einen Vertrag beim Viertligisten Coventry City, nachdem dieser eine Ablösesumme gezahlt hatte. Sein Debüt gab er am ersten Spieltag der Saison 2017/18 gegen Notts County. Das erste Tor gelang ihm im November 2017 in der EFL Trophy. Bis zu seinem ersten Tor in der Liga dauerte es bis zum Januar 2018, als er gegen Swindon Town traf. Biamou war Stammspieler in Coventry und erreichte als Tabellensechster die Play-off-Spiele um den Aufstieg in die dritte Liga. Dabei gelangen ihm zwei Tore im Halbfinale gegen Notts County. Das Finale gegen Exeter City gewann die Mannschaft in Wembley mit 3:1, womit der Wiederaufstieg gelang. Im August 2018 zog sich Biamou am 4. Spieltag der League One gegen den FC Blackpool eine Kreuzbandverletzung zu und fiel für mehrere Monate aus. Er absolvierte in der Spielzeit 2018/19 daher nur vier Spiele. Die folgende Saison 2019/20 endete mit einem Erfolgserlebnis als Coventry Meister der dritten Liga wurde und Aufstieg. Biamou steuerte vier Tore in 18 Spielen zum Erfolg bei. Die Zweitligasaison 2020/21 war danach die letzte, die er in Coventry unter Vertrag stand. Von Juli bis Oktober 2021 war er danach ohne Verein. Am 6. Oktober 2021 unterschrieb der 30-Jährige einen Vertrag bis zum Ende der Saison beim schottischen Erstligisten Dundee United.